# Anarchic System
Anarchic System fue una agrupación francesa de pop formada entre 1972 a 1978, y una de las pioneras en la música electrónica.

## Historia
Los integrantes de la banda eran parte de otros grupos de la escena roquera del norte de su país. Estaban en buena amistad cuando Paul de Senneville (de Delphine Records) les dio la oportunidad de grabar la portada de "Popcorn" en 1972, un clásico instrumental creado originalmente por Gershon Kingsley tres años antes, aunque la versión de esta banda fue la primera en tener interpretación vocal (a pesar de que el grupo Hot Butter hizo otra versión instrumental del mismo tema un tiempo atrás, y que estuvo en los primeros puestos a nivel mundial). Fueron elegidos por la increíble habilidad de Christian Lerouge para usar un Minimoog. El éxito comercial (700.000 copias) le dio a la banda la oportunidad de lanzar otros dos sencillos ("Carmen Brasilia" y "Royal Summer"), incluso antes de que firmaran en 1973.
Las canciones de la banda se atribuyen en su mayoría a la música electrónica debido a la presencia de un teclado en la mencionada "Popcorn", "Carmen Brasilia" y la versión larga de "Generation" de 1975. Sin embargo, otros singles están influenciados por los géneros del rock. Su influencia fueron Uriah Heep, Warhorse, Black Sabbath y demás.
Sus canciones fueron escritas por el citado Paul de Senneville con la ayuda de Olivier Toussaint para los primeros singles (incluido "Generation"), luego cambiaron a C. Gordanne, C. Van Loo e I. Wira para los siguientes lanzamientos, solo logrando imponer sus propias canciones, sobre todo en el lanzamiento de "Goody Lady" en 1977.

## Integrantes
- Gilles Devos: Voz
- Jacques Deville: Voz y guitarra
- Michel Verette: Bajo
- Christian Lerouge: Teclados y Minimoog
- Michel Dhuy: Batería.

Los músicos estaban involucrados en otra formación:
- Gilles Devos: voz en Try Again
- Jacques Deville: guitarra en Les Lynx

## Discografía

### Álbumes
- Pussycat c'est la vie (1974)
- Generación (1975)
- Grabación espacial de Sugar Baby Mission (1976)

### Compilaciones y presentaciones
- Dolannès Melodies (1975): bandas sonoras de películas, canciones interpretadas por Jean-Claude Borelly, Anarchic System (la canción instrumental "Starlight") y Pop Concerto Orchestra
- Jean-Claude Borelly (1978): con la canción "Wish to Know Why"

### Éxitos
- "Popcorn" (1972)
- "Carmen Brasilia" (1972)
- "Royal Summer" (1973)
- "Cherie Sha La La" (1973)
- "Pussycat c'est la vie" (1974)
- "Love, oh my Love Amour" (1974)
- "Nana Guili Guili Gouzy Gouzy" (1975)
- "Generation" (1975)
- "Stop It" (1976)
- "Daddy, Mammy, Juddy, Jimmy, Jully and all the family" (1976)
- "Goody Lady" (1977)

### Publicado porAZ Records, pero sin la intervención de los antiguos miembros
- "Movie Star" (1983)

- Datos: Q486169